# Garcinia asterandra
Garcinia asterandra är en tvåhjärtbladig växtart som beskrevs av Jumelle och Perrier. Garcinia asterandra ingår i släktet Garcinia och familjen Clusiaceae. Inga underarter finns listade i Catalogue of Life.